# Jeruzal (gromada w powiecie skierniewickim)
Jeruzal – dawna gromada, czyli najmniejsza jednostka podziału terytorialnego Polskiej Rzeczypospolitej Ludowej w latach 1954–1972.
Gromady, z gromadzkimi radami narodowymi (GRN) jako organami władzy najniższego stopnia na wsi, funkcjonowały od reformy reorganizującej administrację wiejską przeprowadzonej jesienią 1954 do momentu ich zniesienia z dniem 1 stycznia 1973, tym samym wypierając organizację gminną w latach 1954–1972.
Gromadę Jeruzal siedzibą GRN w Jeruzalu utworzono – jako jedną z 8759 gromad na obszarze Polski – w powiecie skierniewickim w woj. łódzkim, na mocy uchwały nr 39/54 WRN w Łodzi z dnia 4 października 1954. W skład jednostki weszły obszary dotychczasowych gromad Esterka, Lisna, Chełmce, Doleck, Sewerynów i część obszaru dotychczasowej gromady Jeruzal, położona na południe od szosy Skierniewice-Zawady ze zniesionej gminy Kawenczyn Nowy oraz obszar dotychczasowej gromady Wólka Jeruzalska ze zniesionej gminy Kowiesy w tymże powiecie. Dla gromady ustalono 15 członków gromadzkiej rady narodowej.
1 stycznia 1959 do gromady Jeruzal przyłączono wieś Dzwonkowice i wieś Psary Dzwonkowickie ze zniesionej gromady Raducz oraz wieś Łajszczew Stary, wieś Staropol, parcelacje Staropol I i II, wieś Budy Wolskie, parcelację Nowiny, wieś Sapy Folwarczne, wieś Sapy Włościańskie, wieś Emilianów i część wsi Jeruzal położoną na północ od szosy Skierniewice-Zawady ze zniesionej gromady Lisowola.
Gromada przetrwała do końca 1972 roku, czyli do kolejnej reformy gminnej.